# مارك ميلر (لاعب كرة قدم)
مارك ميلر (بالإنجليزية: Mark Miller)‏ (و. 1962  م) هو لاعب ومدرب كرة قدم، من المملكة المتحدة، ولد في إنجلترا، يلعب كلاعب وسط.